# 土井利位
土井 利位（どい としつら）は、下総古河藩主。土井家宗家11代。江戸幕府の老中首座。雪の結晶の研究を行い「雪の殿様」の異名で知られる。

## 生涯

### 家督相続
寛政元年（1789年）5月22日、三河刈谷藩主土井利徳の四男として生まれる。本家の古河藩主土井利厚の実子が早世していたため、文化10年（1813年）3月18日にその養子に迎えられた。同年閏11月15日、将軍徳川家斉に御目見する。同年12月16日、従五位下主膳正に叙任する。文政5年（1822年）8月23日に養父が死去したため、家督を継いだ。それに伴い、官名を大炊頭に改めた。

### 幕政参与
文政6年（1823年）5月29日に奏者番となり、文政8年5月24日に寺社奉行と兼ねる。文政11年12月16日に寺社奉行を辞めたものの、文政13年11月8日に再び兼ねる。天保5年（1834年）4月11日に大坂城代となり、従四位下に昇進する。大坂城代在任中に大坂町奉行組与力の大塩平八郎が武装蜂起し（大塩平八郎の乱）、その鎮圧を担当した。その功績により、天保8年5月16日に京都所司代に抜擢された。それに伴い、侍従に任官した。天保9年4月11日に西丸老中、翌年12月6日に本丸老中に任命された。
藩政においても天保2年（1831年）から鷹見泉石を家老に登用し、藩政改革を行なっている。
天保12年（1841年）1月に大御所徳川家斉が死去し、5月に老中首座水野忠邦による天保の改革が始まると、利位は忠邦に協力して改革に参与した。ところが天保14年（1843年）、忠邦が打ち出した江戸・畿内周辺に対する上知令に関しては、自らの所領が畿内にもあったために反対し、反水野派の中心人物となる。水野派の鳥居耀蔵らの裏切りもあって忠邦を辞任に追い込み、その後を受けて老中首座に任命された。
利位は幕府財政再建のため、水野時代から続いていた倹約令を継続し、さらに百姓や旗本の生活苦を救うため救済策に尽力する一方で、弛緩していた武士道の引き締めにも力を入れるなどしている。利位の老中首座としての幕政担当期間は10カ月という短期間であるが、大坂で米の先物取引を行なうなどして一時的に幕府財政を黒字に好転させるなど、手腕を発揮しているのも確かである。この時に協力をしていたのは旗本の向山源太夫だった。
ところが天保15年（1844年）、江戸城本丸に火災が起こり、その再建のための資金調達を第12代将軍徳川家慶に命じられたが、利位は諸大名から十分な献金を集めることが出来ずに家慶の不興を買った。さらに6月21日にはオランダをはじめとする外国問題の紛糾もあって、水野忠邦が老中首座として復帰してしまう。このため、同年10月12日に利位は忠邦の報復を恐れて、自ら老中を辞任した。

### 隠退と最期
嘉永元年（1848年）4月25日、養子の利亨に家督を譲って隠居する。それに伴い、官名を織部正に改めた。直後の7月2日に死去した。享年60。

## 人物・逸話
- 大阪市天王寺区にあった鏡如庵（きょうにょあん）の通称であるどんどろ大師の語源は、利位が大坂城代の在任中（1834年 - 1837年）の大坂城代屋敷が鏡如庵の近くにあり、利位が鏡如庵に祀られている弘法大師（空海）を深く信仰して、折々に参拝していたために、「土井殿大師」（どいどのだいし）の名前が起こり、やがて「どんどろ大師」へ転訛したと伝えられる。鏡如庵は明治初期に廃寺となり、その跡地には現在、どんどろ大師 善福寺（高野山真言宗）がある。利位との関連ははっきりしていないが、現在、境内に土井氏と刻まれた五輪塔が残っている。歌舞伎『傾城阿波の鳴門』『国訛嫩笈摺（くになまりふたばのおいずる）』に「どんどろ大師 門前の場」がある。

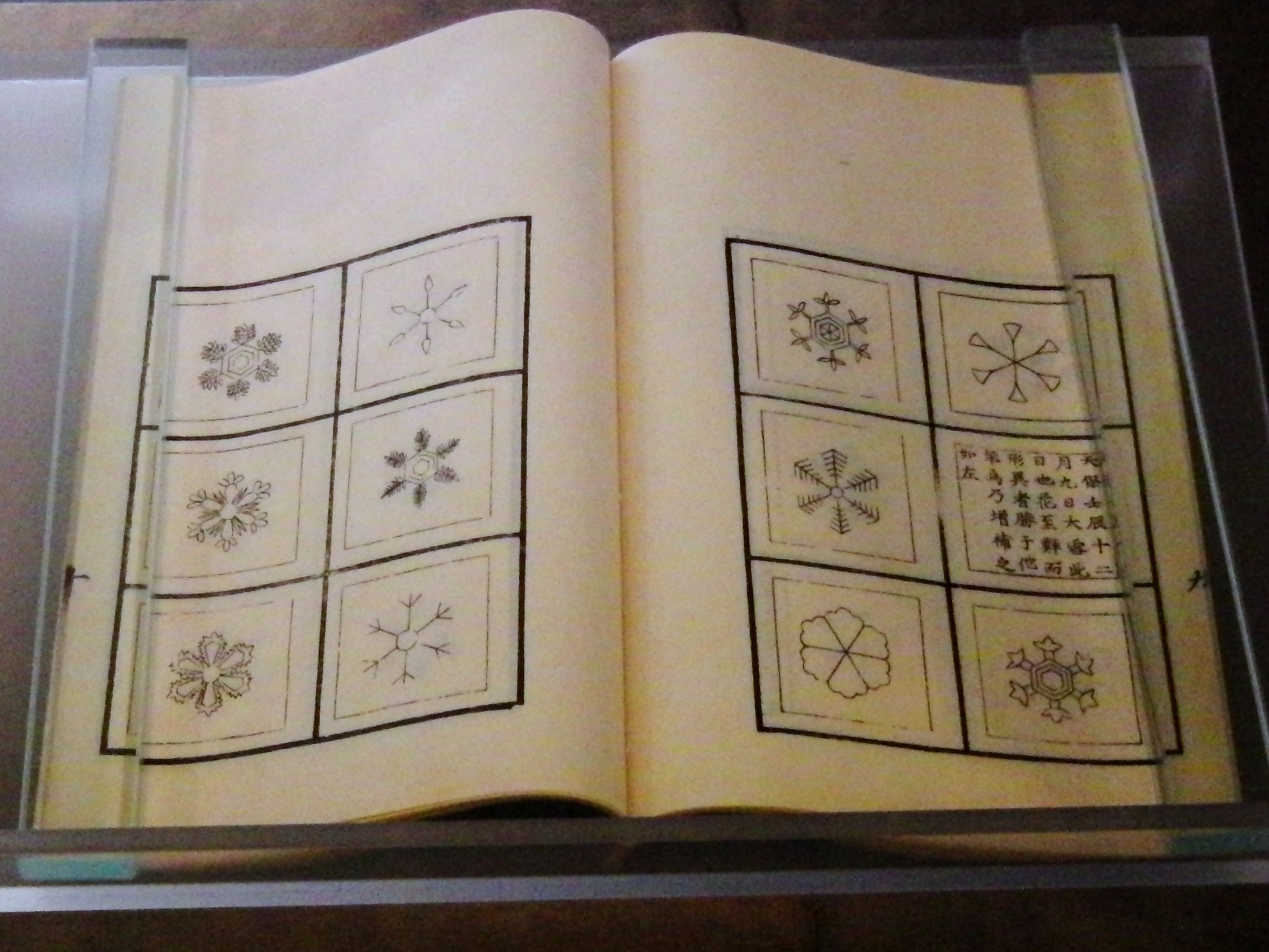
土井利位『雪華図説』。天保3年（1832年）刊。国立科学博物館の展示。

- 日本で初めて雪の結晶を顕微鏡で観察した人物として知られている。蘭学者であった家老鷹見泉石の協力の下、20年にわたり雪の結晶を観察し、雪の結晶を「雪華」と命名して、観察結果を『雪華図説』『続雪華図説』にまとめ出版した。この書には、14か条の雪の効能と86種の雪の結晶図が刊行された。『雪華図説』『続雪華図説』は私家版で出版数も少なかったが、掲載されている結晶図はテキスタイルパターンとして取り入れられ、雪華模様の衣装が流行した。そのため、庶民から「雪の殿様」の愛称で親しまれた。雪華模様の別名「大炊模様」は、利位の官名からとられている。所領があった茨城県古河市では現代でも、市立小学校の校章や歩道などに使われている[3]。

## 年譜
- 寛政元年（1789年）、分家筋に当たる刈谷土井家の土井利徳の四男として三河国刈谷（現在の愛知県刈谷市）に生まれる。25歳で古河藩主土井利厚の養子となる。
- 文政5年（1822年）、養父の死去に伴い古河藩主となる。
- 文政8年（1825年）、寺社奉行に就任（1829年に退任したが、1830年から1834年に再任）。
- 天保5年（1834年）から9年（1838年）にかけて大坂城代・京都所司代・江戸城西之丸老中を歴任。大坂城代在任中、大塩平八郎の乱を鎮圧。
- 天保10年（1839年）、老中に就任。
- 天保15年（1844年）、老中を辞任。
- 嘉永元年（1848年）、死去。

## 系譜
父母
- 土井利徳（実父）
- 土井利厚（養父）

正室
- 於鏡の方、松廉院 - 土井利厚の養女、松平忠告の娘

子女
- 心誠院 - 土井利則正室、土井利亨の養女

養子
- 土井利順 - 戸田氏庸の次男
- 土井利則 - 酒井忠蓋の次男

## 著書
- 『雪華図説』 - 天保3年（1832年）刊
- 『続雪華図説』 - 天保11年（1840年）刊

## 登場する作品

### 小説
- 西條奈加『六花落々』（祥伝社、2014年）　ISBN 4396634536
- 鷹井伶[4] 『雪の殿様』（白泉社、2015年）　ISBN 4592831284

### 映画
- 『十三人の刺客』（1963年、東映、演：丹波哲郎）
- 『十三人の刺客』（2010年、「十三人の刺客」製作委員会、演：平幹二朗）

### テレビドラマ
- 『遠山の金さん捕物帳』（1970年 - 1973年、NET・東映、演：河上一夫[5][6]）
- 『十三人の刺客』（1990年、フジテレビ・仕事・映像京都、演：丹波哲郎）
- 『よろずや平四郎活人剣』（2007年、テレビ東京、演：森下哲夫）
- 『十三人の刺客』（2020年、NHK BSプレミアム、演：里見浩太朗）